# Cityrover

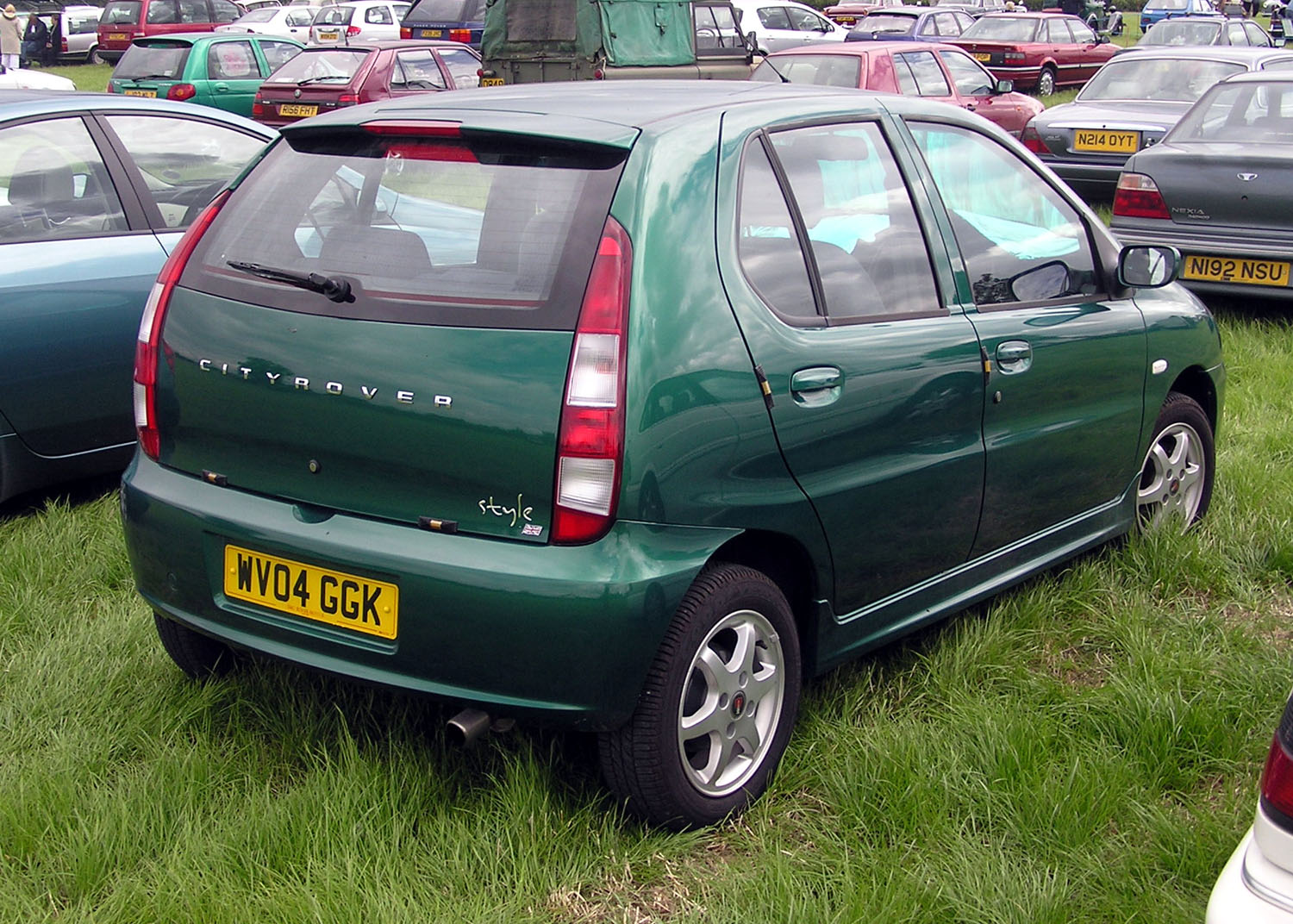
En Cityrover från 2004.

Cityrover, formellt CityRover, var en småbil som presenterades 2003. Den tillverkades i Indien och var egentligen en Tata Indica med andra karossdetaljer. CityRover var ett försök att återupprepa försäljningsframgångarna från småbilen Mini Metro, men då Rover i början av 2000-talet stod utan ekonomiska resurser att utveckla en egen modell, valde man istället att inleda ett samarbete med Tata Motors. Priset för bilen, jämfört med andra liknande modeller i samma storleksklass, visade sig dock vara för högt satt, och framgången uteblev.
Produktionen av Cityrover lades ner under 2005, i samband med Rovers konkurs. Modellen såldes aldrig i Sverige.